# Rechtsreferendariat
Als Rechtsreferendariat wird in Deutschland der ungefähr zwei Jahre (früher drei Jahre) dauernde Vorbereitungsdienst nach der Ersten Juristischen Prüfung im Fach Rechtswissenschaften (amtliche Bezeichnung erste Prüfung, auch Referendarexamen genannt) bezeichnet, der mit dem zweiten Staatsexamen (amtliche Bezeichnung zweite Staatsprüfung; umgangssprachlich bzw. historisch Assessorexamen, großes Staatsexamen), mit dem die Anwärter die Befähigung zum Richteramt (§ 5 Abs. 1 DRiG) erhalten, endet. Die Befähigung zum Richteramt qualifiziert auch für die Tätigkeit im höheren allgemeinen (früher nichttechnischen) Verwaltungsdienst, als Staatsanwalt, als Rechtsanwalt (§ 4 BRAO) und als Notar (§ 5 BNotO).
Damit ist das Rechtsreferendariat Teil der Ausbildung zum Volljuristen. Der Anwärter führt üblicherweise die Dienstbezeichnung Rechtsreferendar (Ref. iur. bzw. Ref. jur. in Listen auch RRef). Rechtsreferendare waren früher Beamte auf Widerruf. Als letztes Bundesland hat Thüringen im März 2016 sein Juristenausbildungsgesetz angepasst. Damit standen von 2016 bis 2018 Rechtsreferendare in allen Bundesländern in einem öffentlich-rechtlichen Ausbildungsverhältnis eigener Art. Im Sommer 2018 änderte das Land Mecklenburg-Vorpommern seine Einstellungspraxis erneut und stellt nun Rechtsreferendare wieder als Beamte auf Widerruf ein. Auch in Hessen werden seit 2020 und in Thüringen seit 2023 Rechtsreferendare als Beamte eingestellt. Der Jurist mit bestandener zweiter Staatsprüfung führt die Berufsbezeichnung „Rechtsassessor“ (Ass. iur. oder Ass. jur.). Umgangssprachlich bezeichnet man sie als Volljuristen.
Am 1. Januar 2015 waren ca. 14.000 Referendare in Deutschland beschäftigt, um die Jahrtausendwende waren es noch ca. 25.000.

## Voraussetzungen
Der Rechtsreferendar hat mit der ersten Prüfung (früher Staatsexamen) sein rechtswissenschaftliches Studium (umgangssprachlich auch Jurastudium genannt) an einer Universität abgeschlossen und ist Jurist. In wenigen Bundesländern wird die Berufsbezeichnung „Referendar“ oder „Rechtsreferendar“ nach bestandener ersten Prüfung auch als Titel verliehen, der nicht an die Durchführung eines Referendariats gebunden ist. Viele Universitäten verleihen nach der Ersten Juristischen Prüfung (zugleich Hochschulabschlussprüfung) die akademischen Grade Diplom-Jurist oder Magister juris, die beispielsweise für eine Tätigkeit als angestellter Justiziar ausreichend sind.
Um in den juristischen Vorbereitungsdienst aufgenommen zu werden, bedarf es einer eigenen Bewerbung (mit einigen Formularen und des Prüfungszeugnisses der ersten Prüfung und eines Führungszeugnisses der Belegart O).
Bewerber, die sich aktiv gegen die freiheitliche demokratische Grundordnung betätigt haben, können nach einer Entscheidung des Bundesverwaltungsgerichts von 2024 nicht zugelassen werden.

## Ablauf des Referendariats
Das Referendariat gliedert sich in vier Pflichtstationen und mindestens eine (auch mehrere möglich) Wahlstation, in denen der Rechtsreferendar jeweils für einige Monate in verschiedenen Rechtsgebieten (bei einem ordentlichen Gericht in Zivilsachen, bei einer Staatsanwaltschaft oder einem Gericht in Strafsachen, bei einer Verwaltungsbehörde und bei einem Rechtsanwalt) praktisch ausgebildet wird. Dienstrechtlich wird der Referendar dazu einem Oberlandesgericht (OLG) zugewiesen (in Berlin dem Kammergericht), in dessen Bezirk meist ein Landgericht als Stammdienststelle bestimmt wird, von dem aus er den jeweiligen Einzelausbildern zugewiesen wird.
Die erste Station in den meisten Bundesländern ist die Zivilstation, die in der Regel bei einem Amtsgericht oder Landgericht zu absolvieren ist und mit einem zwei- bis vierwöchigen Einführungslehrgang (je nach Bundesland) beginnt. Daran schließt sich die Strafstation an. Diese ist bei einer Staatsanwaltschaft oder einem Strafgericht abzuleisten. Nach der Strafstation folgt dann in fast allen Bundesländern die Verwaltungsstation. Diese kann – je nach Bundesland – bei einem Verwaltungsgericht, einer Behörde (z. B. Regierungspräsidium, Kreisverwaltung, Schulamt) oder als Ergänzungsstudium an der Deutschen Universität für Verwaltungswissenschaften Speyer absolviert werden.
Anschließend kommt die Anwaltsstation. In einigen Ländern, wie beispielsweise Baden-Württemberg, ist die Anwaltsstation dagegen in zwei Teile aufgeteilt; dann ist der erste Teil der Anwaltsstation vor der Verwaltungsstation und der zweite Teil nach der Verwaltungsstation zu absolvieren. Zum Schluss kommt die Wahlstation. Hier hat der Rechtsreferendar die größte Auswahl an Ausbildungsstätten und hat auch die Möglichkeit einen Auslandsaufenthalt einzubauen. In einigen Ländern (etwa Rheinland-Pfalz) ist an die Wahlstation ein bestimmtes Wahl(pflicht)fach geknüpft. Während der ersten beiden Stationen wird in manchen Ländern kein Urlaub gewährt, sodass die Urlaubsplanung vor Beginn des Referendariates entsprechend organisiert werden muss.
Begleitend dazu finden in den meisten Ländern beim Landgericht (je nach Station auch in einer Verwaltungsbehörde, einem anderen Gericht oder anderen Behörden) Arbeitsgemeinschaften in den Rechtsgebieten Zivil-, Straf- und Verwaltungsrecht statt, in denen die theoretischen Kenntnisse der einzelnen Prozessordnungen vermittelt und gleichzeitig das Wissen aus dem Studium vertieft wird. Daneben wird das Verfassen von Klausuren (Widerspruchsbescheide, Klagen, Urteile u. a.) und Halten von Aktenvorträgen (Sachbericht und Entscheidungsvorschlag) für das Examen geübt.
Das Rechtsreferendariat endet mit der Ablegung der zweiten Staatsprüfung. Dieses besteht in den meisten Ländern aus acht (in Bayern aus früher 11 und jetzt 9) fünfstündigen Klausuren, die am Ende der Anwaltsstation geschrieben werden. Nach der Wahlstation folgt eine mündliche Prüfung, in der Zivil-, Straf- und Verwaltungsrecht geprüft werden. In den meisten Ländern ist ein Wahl(pflicht)fach zusätzlicher Bestandteil der mündlichen Prüfung. Diese beginnt in fast allen Ländern (außer Bayern) mit einem Aktenvortrag, welcher je nach Bundesland einen Sachverhalt aus dem Wahl(pflicht)fach oder aus einem der Pflichtfachrechtsgebiete zum Thema hat.

## Besondere Tätigkeiten
Den Rechtsreferendaren dürfen gemäß § 10, § 142 Abs. 3 GVG (Gerichtsverfassungsgesetz) bestimmte Aufgaben zur Erledigung unter Aufsicht eines Richters oder Staatsanwaltes übertragen werden (beispielsweise die staatsanwaltliche Sitzungsvertretung in der Hauptverhandlung in Strafsachen oder die Leitung einer Beweisaufnahme am Zivilgericht, Verfahrensbeteiligte in Zivilsachen anhören, Beweise erheben und Rechtshilfeersuchen erledigen). Ebenso kann der einem Rechtsanwalt zugewiesene Rechtsreferendar für diesen gemäß § 157 ZPO mit einer Untervollmacht in Zivilsachen Gerichtstermine an einem Amtsgericht wahrnehmen.
Ein Referendar kann gemäß § 139 StPO von einem als Verteidiger gewählten Rechtsanwalt mit Zustimmung dessen, der ihn gewählt hat, die Verteidigung übertragen bekommen, wenn er seit mindestens einem Jahr und drei Monaten als Referendar tätig ist.

## Vorbereitungsdienst in anderen EU-Staaten
In anderen Mitgliedstaaten der Europäischen Union existieren ähnliche Ausbildungsprogramme. Anders als in Deutschland werden in vielen dieser Staaten die jungen Juristen gezielt auf einen bestimmten Bereich juristischer Tätigkeit vorbereitet.
In Frankreich beispielsweise durchlaufen zukünftige Rechtsanwälte eine andere Ausbildungszeit als zukünftige Richter. Ein französischer Anwalts-Rechtsreferendar trägt den Titel „élève-avocat“.
Österreich kennt als Voraussetzung für eine nach Absolvierung des rechtswissenschaftlichen Studiums weiterführende Laufbahn in den klassischen juristischen Berufen Richter, Staatsanwalt, Notar und Rechtsanwalt die Gerichtspraxis. Für diejenigen, die die Laufbahn als Richter oder Staatsanwalt anstreben, schließt sich an die Gerichtspraxis der richterliche Vorbereitungsdienst an, in dem man die Bezeichnung „Richteramtsanwärter (RiAA)“ führt. Juristen, welche sich auf die Rechtsanwaltsprüfung vorbereiten, werden als „Rechtsanwaltsanwärter (RAA)“ oder informell als „Konzipienten“ bezeichnet.
Liechtenstein kennt ähnliche Regelungen wie Österreich, jedoch gibt es keine Notare und keinen Vorbereitungsdienst auf das Richteramt oder die Tätigkeit bei der Staatsanwaltschaft. Die Konzipienten bei Rechtsanwälten werden in vertretungsbefugte und substitutionsbefugte unterschieden (ähnlich gibt es in Österreich die kleine und große Legitimationsurkunde).

## Reformbestrebungen
Von Anfang der 1970er bis Mitte der 1980er Jahre war als Alternative die einstufige Juristenausbildung eröffnet, die ihre Grundlage in § 5b DRiG a. F. hatte, aber mit dem Dritten Gesetz zur Änderung des Deutschen Richtergesetzes auslief. In Deutschland wird immer wieder darüber nachgedacht, ebenfalls die bisherige sogenannte Einheitsausbildung zugunsten einer Spartenausbildung aufzugeben. Diese Forderung wird besonders vom Deutschen Anwaltverein erhoben, allerdings haben sich auch Vertreter anderer Berufsgruppen wie der Richterschaft und der Landespolitik dem Wunsch nach einer Reform des Referendariats angeschlossen. Hinzu tritt die Umstellung des Studiums auf die Master- und Bachelorabschlüsse mit Blick auf den Bologna-Prozess.
Die fehlende Spezialisierung des Referendariats auf einen einzigen Beruf bedeutet, dass für den später tatsächlich ausgeübten Beruf angesichts der Beschränkung des Referendariats auf zwei Jahre nur eine vergleichsweise kurze Ausbildungszeit vorgesehen ist. Beispielsweise beträgt die Ausbildungszeit in der Staatsanwaltschaftsstation in vielen Ländern der Bundesrepublik nur drei Monate. Die Rechtsanwaltsstation dauert zwar in vielen Ländern zehn Monate, angesichts des in vielen Ländern auf diese Station folgenden zweiten Staatsexamens ist jedoch der Fokus der Referendare in aller Regel auf die Examensvorbereitung gerichtet, so dass für die praktische Ausbildung hier nicht so viel Zeit verbleibt.
Problematisch an der bisherigen Ausbildung erscheint weiterhin, dass die zweite juristische Staatsprüfung zwar formell den Zugang zu sämtlichen juristischen Berufen eröffnet, in der Praxis jedoch in den Staatsdienst wie auch bei Unternehmen der Privatwirtschaft nur Absolventen mit deutlich überdurchschnittlicher Examensnote eingestellt werden. Damit verbleibt weniger leistungsstarken Absolventen als berufliche Alternative häufig nur noch eine Tätigkeit als Rechtsanwalt. Dies führt einerseits zu hoher Konkurrenz auf dem Anwaltsmarkt, andererseits zu erheblichen Qualifikationsunterschieden innerhalb der Anwaltschaft, was die Auswahl des geeigneten Anwalts für den rechtsuchenden Mandanten erschwert. In vielen anderen Ländern werden dagegen zur Ausbildung zum Rechtsanwalt nur solche Hochschulabsolventen zugelassen, die eine Ausbildungsstelle bei einem Anwalt nachweisen, so dass das Problem der „Überflutung“ des Anwaltsmarktes dort in weniger gravierender Weise auftritt.
Trotz dieser Kritik an der bisherigen Juristenausbildung wird das Referendariat in seiner derzeitigen Ausgestaltung auch von vielen Vertretern verschiedener Berufsgruppen als sinnvoll erachtet. Insbesondere die Fähigkeit, sich in die anderen Berufe mit teilweise widerstreitenden Interessen hineinversetzen zu können, wird als Schlüssel für eine erfolgreiche Tätigkeit im später wirklich ausgeübten Beruf verstanden. So ist der Referendar bei einem Zivilgericht gezwungen, sich in die Lage des Richters hineinzuversetzen, und somit aus den Schriftsätzen der Rechtsanwälte den Sachverhalt herauszuarbeiten. Diese Erfahrung ist sinnvoll, wenn der Referendar später als Rechtsanwalt tätig ist, da er einen an das Gericht gerichteten Schriftsatz dann so aufbereiten wird, dass der Richter diesen zügig erfassen kann. Gleiches gilt für einen Rechtsanwalt, der als Strafverteidiger tätig ist. Durch seine Erfahrungen in der staatsanwaltlichen Station im Referendariat lernt er beispielsweise, welche taktischen Erwägungen in der Kommunikation mit der Staatsanwaltschaft sinnvoll sein werden.
Diese Punkte werden teilweise auch von den Kritikern des Referendariats anerkannt, so dass noch nicht absehbar ist, ob und wann es zu einer grundlegenden Reform der deutschen Juristenausbildung kommen wird.